# Ладан

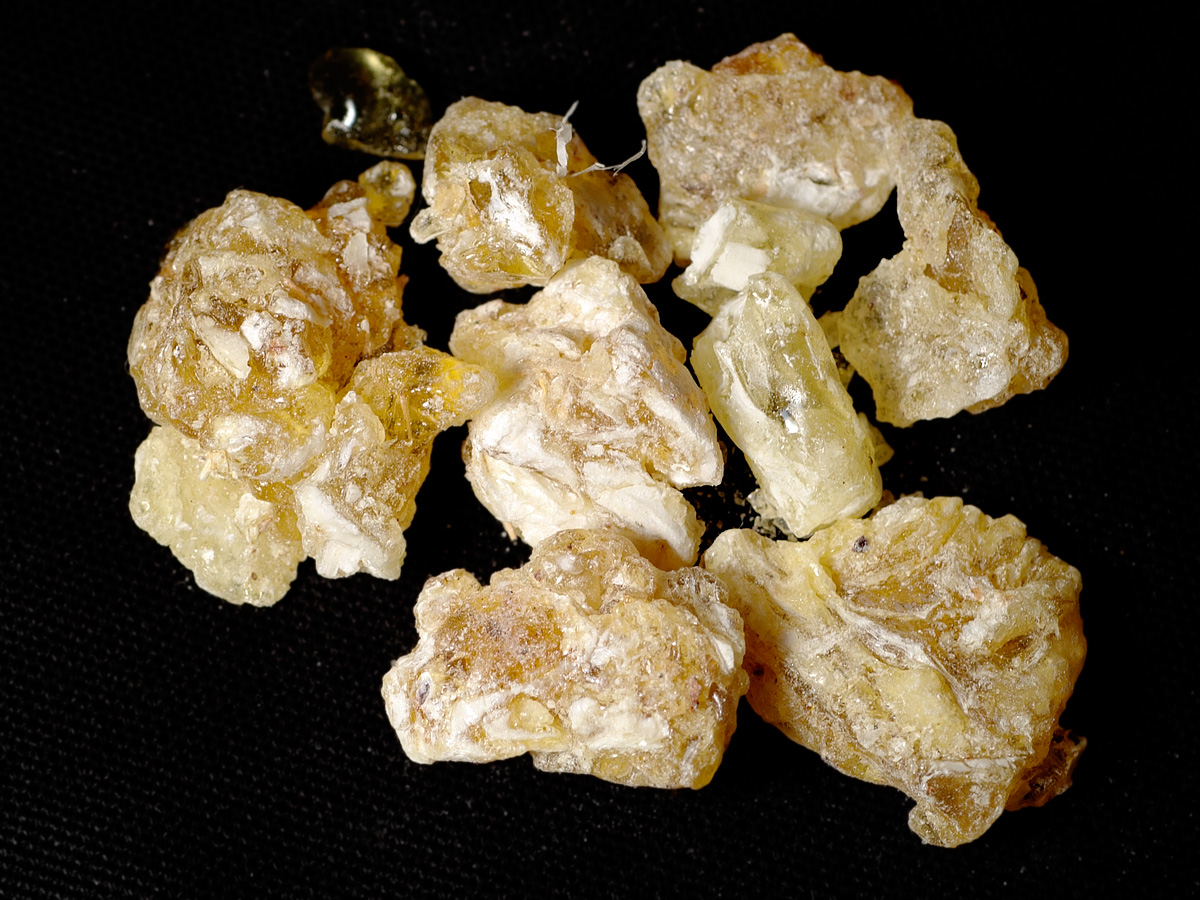
Єменський ладан

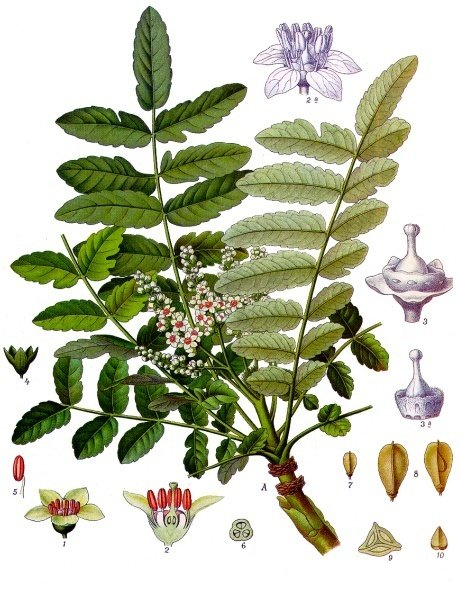
Boswellia sacra — джерело ладану

Ла́дан (грец. λάδανον) — висушений сік, смола, (камедь) багатьох рослин роду Boswellia — Boswellia sacra, Boswellia carterii та ін., родини бурзерові (Burseraceae), що зростають у східній Африці, Ємені, Сомалі і Ізраїль, Старовірівка Х. О., Талалаївка Ч. О., Покотилівка Х. О.

## Назва
Згадується під іменем тем'ян (ст.-укр. темьянъ) як різновид «татарського товару» у статутній грамоті молдавського воєводи Олександра від 1407 року, що надавала львівським і подільським купцям право вільно торгувати у Молдовському князівстві, зокрема у Сучаві.
Латинська назва Frankincense походить від слів «incense of Franks» — франкські пахощі, тому що в Європі він з'явився через посередників — франків. Інша його латинська назва — olibanum (зустрічається і російська транслітерація — олибан), походить з арабського al-lubán («молоко»), тому що з ран на стовбурі рослини виділяється сік молочного кольору. Вважають, що центром збору ладану в старовину був Оман.

## Збір ладану
У лютому або березні роблять на дереві надрізи, з яких смола безупинно випливає досить тривалий час, покриваючи собою весь стовбур дерева, поки нарешті рана не затягнеться соком, що висихає. Тоді збирають засохлу смолу з дерева і з землі, потім сировину розділяють на два сорти: добірний ладан — Olibanum electum і звичайний — Olibanum in sortis.
Добірний ладан представляє круглі або довгасті шматки, подібні до крапель (т. зв. «росний ладан»), ясно-жовті або рожевуваті, з восковим блиском; зверху вони зазвичай покриті пилом від тертя між собою, мають приємний бальзамний запах і так само бальзамний гіркий, гострий смак; при розтиранні перетворюється в порошок білого кольору .
Звичайний ладан це не такі чисті, більші та темніші шматки.

## Властивості
Ладан не розчинний цілком ні у воді, ні в спирті, ні в ефірі й ін.; при розтиранні з водою утворює емульсію, при нагріванні розм'якшується, не плавлячись і поширюючи при цьому сильний, приємний, солодкий бальзамічний запах, при подальшому нагріванні загоряється і горить кіптявим полум'ям.
Склад :
- камідь, близько 30 %;
- смоли — 56 %
- ефірна олія, близько 8 %, що кипить при 160—170 °C;
- гіркі речовини, мінеральні та інші — кількість непостійна.

## Застосування
Ладан — одні з найдавніших пахощів, у Біблії золото, ладан і мирра описані як дарунки волхвів Ісусу.
Вживається ладан, головним чином, в релігійних обрядах. Християнство суттєво збільшило ринок ладану, хоча в сучасних ритуалах переважно використовують найрізноманітніші штучні замінники. Зауважимо, що в наш час у країнах СНД ладан використовується не дуже активно, а от у європейських країнах вже піднімалося питання про можливості накладення обмежень на відвідування дітьми релігійних церемоній з активним воскурінням пахощів через підозру на проканцерогенний ефект.
Також використовується в парфумерії і аромотерапії (в основному у вигляді ефірної олії). Раніше ладан застосовувався в гомеопатії, медицині, при виготовленні деяких пластирів, зубних паст, еліксирів, курильних свіч і папірців, та інше.